# Staatscommissie parlementair stelsel
De Staatscommissie parlementair stelsel (ook wel Commissie-Remkes) was een Nederlandse staatscommissie van 27 januari 2017 tot en met 13 december 2018. De commissie was ingesteld door kabinet-Rutte II om te adviseren over of er veranderingen nodig zijn in het parlementaire stelsel en de parlementaire democratie en zo nodig aanbevelingen te doen. De commissie werd voorgezeten door Johan Remkes.

## Achtergrond
De Eerste en Tweede Kamer hadden gevraagd om de staatscommissie. In een brief aan de minister-president van 14 juli 2016 worden een aantal belangrijke ontwikkelingen genoemd. De Nederlandse burger wil meer betrokken zijn bij beleid en politiek. Europese besluiten worden belangrijker voor het Nederlandse parlement. Veel taken zijn van de rijksoverheid overgegaan naar gemeentes. Er zijn steeds grotere verschillen tussen verkiezingsuitslagen. De opkomst van informatietechnologie (internet, social media enzovoorts) heeft invloed op het parlement en de democratie. De regering zag daarin aanleiding een staatscommissie in te stellen die de taak heeft om te adviseren of er iets moet veranderen in het parlementaire stelsel. De staatscommissie zal naar verwachting eind 2018 advies uitbrengen.
De Eerste Kamer wijdde op 19 januari 2016 een plenair debat aan het eventueel instellen van een staatscommissie. Op 2 februari 2016 nam de Eerste Kamer als gevolg van dit debat de motie-Duthler (VVD) aan over de reikwijdte van de eventuele Staatscommissie. Daarna heeft overleg in en met de Tweede Kamer plaatsgevonden.
Minister Ronald Plasterk heeft op 24 januari 2017 in een plenair debat in de Eerste Kamer toegezegd ook de motie-Duthler over het initiatiefvoorstel-Van der Staaij over verzwaarde parlementaire goedkeuring van EU-besluiten aan de Staatscommissie voor te zullen leggen.

## Samenstelling
Leden van de staatscommissie:

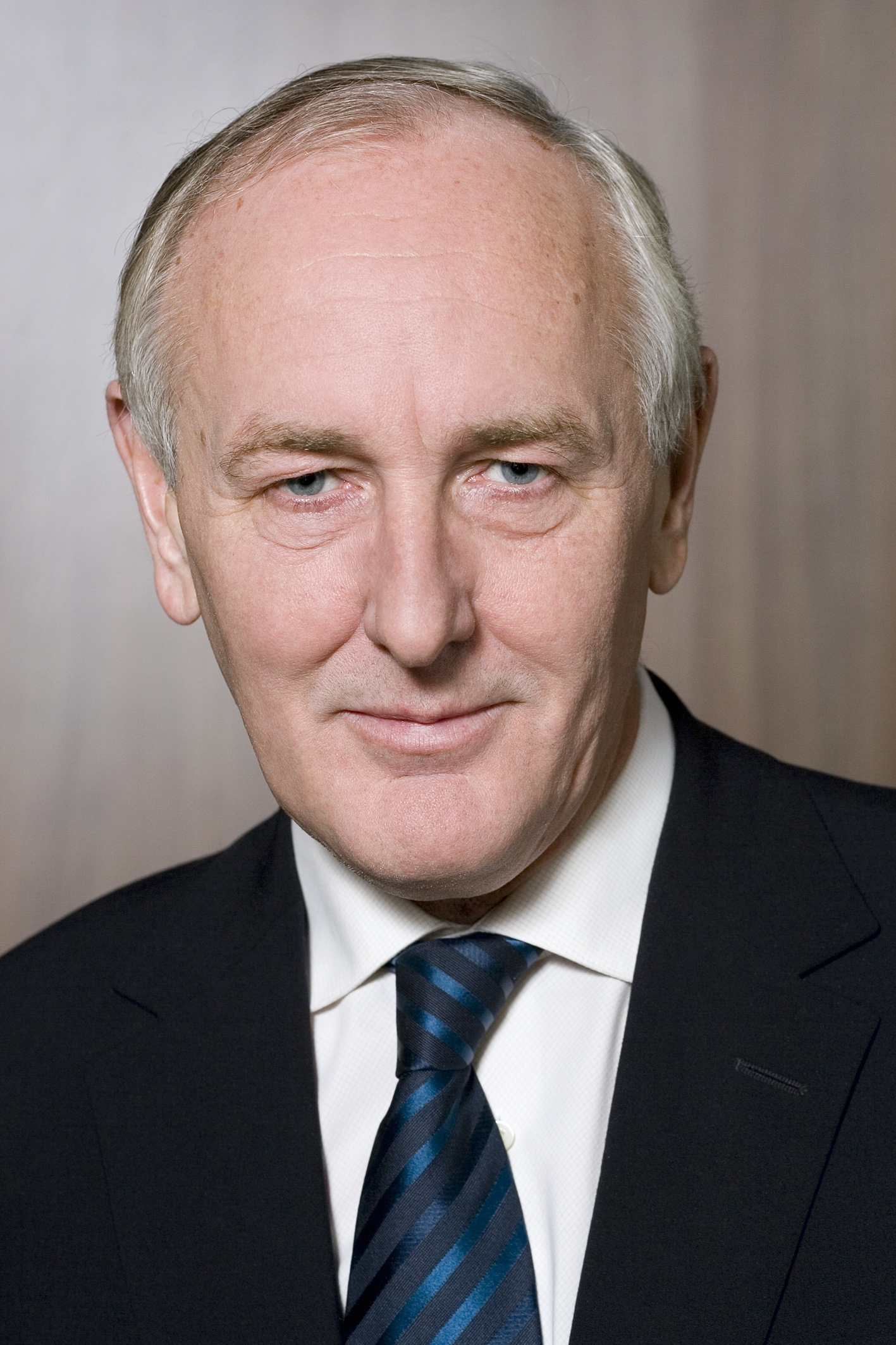
Commissievoorzitter Johan Remkes

- Johan Remkes (voorzitter), commissaris van de Koning in Noord-Holland en voorheen onder andere minister van Binnenlandse Zaken en Koninkrijksrelaties.
- Carla van Baalen, hoogleraar parlementaire geschiedenis. Zij maakte eerder deel uit van de Nationale conventie over staatkundige vernieuwing.
- Eric Janse de Jonge, voormalig lid van de Eerste Kamer namens het CDA.
- Jacob Kohnstamm, voorheen onder andere Tweede en Eerste Kamerlid, staatssecretaris van Binnenlandse Zaken.
- Ruud Koole, hoogleraar politicologie en voorheen onder andere lid van de Eerste Kamer.
- Flora Lagerwerf-Vergunst, senior raadsheer bij het Gerechtshof Den Haag en voormalig lid van de Eerste Kamer namens de ChristenUnie.
- Tom van der Meer, hoogleraar in de politieke wetenschap. Hij is co-directeur van het Nationaal Kiezersonderzoek en het Lokaal Kiezersonderzoek.
- Nanneke Quik-Schuijt, voorheen lid van de Eerste Kamer namens de Socialistische Partij.

## Rapport
Op 13 december 2018 verscheen het rapport getiteld "Lage drempels, hoge dijken".